# Dorfkirche Sarnow

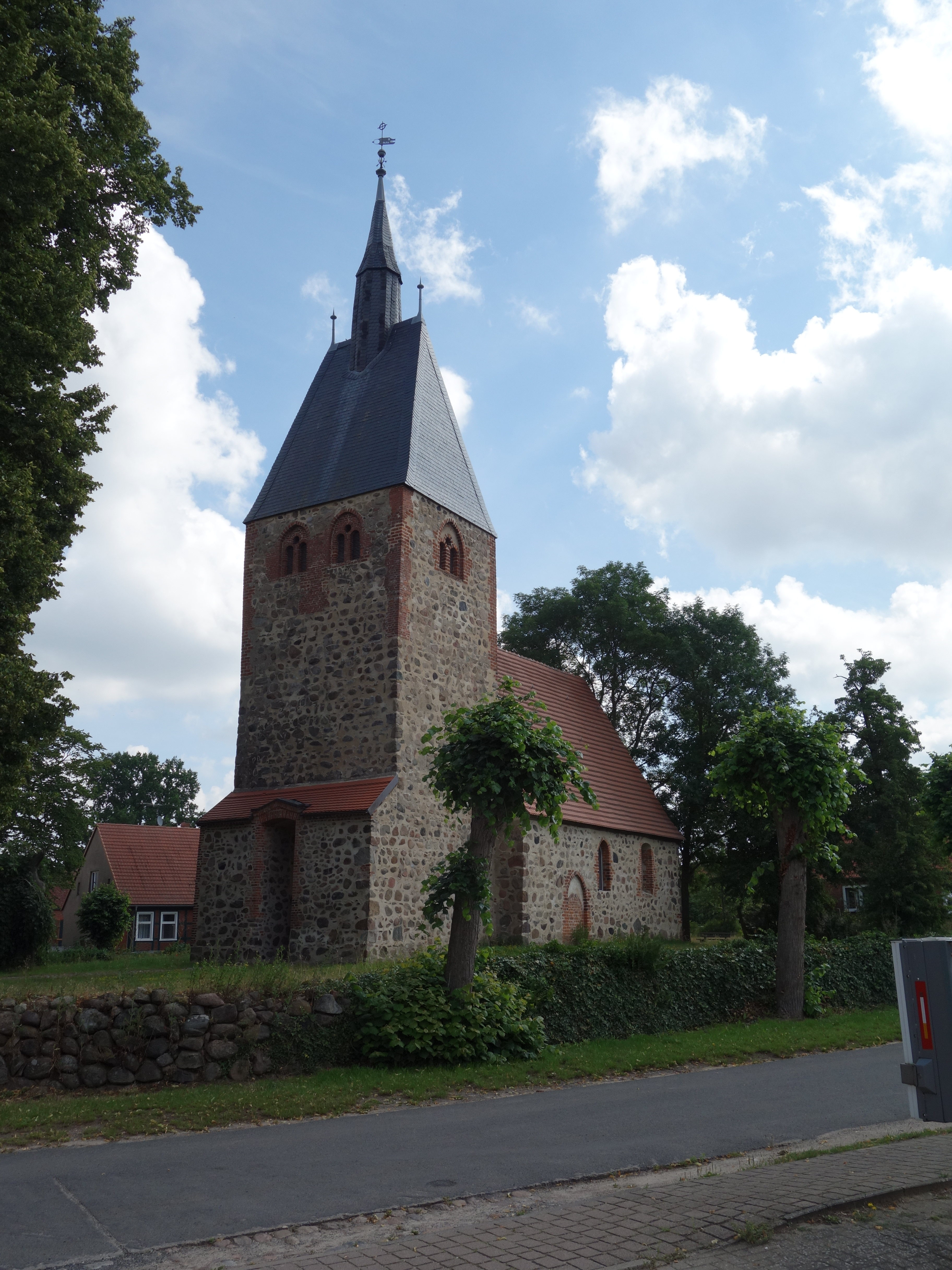
Dorfkirche Sarnow (2020); Blick von Südwest

Die heute evangelische Dorfkirche Sarnow ist ein spätgotischer Feldsteinbau im Pritzwalker Wohnplatz Sarnow, der zum Ortsteil Buchholz gehört.

## Baugeschichte
Dendrochronologische Untersuchungen an Turm, Kirchenschiff und Glockenstuhl zeigen eine Bandbreite an Datierungen aus dem 15. und 16. Jahrhundert. Während der Turm auf 1495 datiert, liegt das Kirchenschiff bei 1508, der Glockenstuhl jedoch erst bei 1562. Die unteren Teile (Sockel) des beinahe quadratischen Turms sind jedoch älter, entstanden möglicherweise um 1400. In den Jahren 1962/1963 fand eine Restaurierung statt. Eine Instandsetzung folgte 2001 und eine Fugensanierung 2016.

## Beschreibung
Es handelt sich um eine Saalkirche aus Feldstein mit flacher Decke und Satteldach. Im Westen befindet sich ein breiter Turm (oben gekuppelte Schallfenster), der nur leicht schmaler als das Kirchenschiff ist und durch ein abgewalmtes Satteldach abgeschlossen wird. Darauf sitzt ein oktogonaler Dachreiter, ebenso wie das Dach des Turms verschiefert. Die Kanten des Glockengeschosses sind wie die Schallfenster mit Backsteinen gefasst. Am Turm setzen deutliche Strebepfeiler an, die eine Vorhalle ergeben.
Der streng gegliederte, verzierte Ostgiebel besitzt stichbogige Backsteinblenden. Das vermauerte, spitzbogige Südportal wird von einer hohen Spitzbogenblende umfasst. Originalform hat lediglich eines der Fenster an der Südseite. Die restlichen wurden neuzeitlich erweitert. An den Fassaden sind geringe Reste einer Farbfassung vorhanden.

## Ausstattung
Im Innenraum befinden sich unter anderem ein Kruzifix aus dem 17. Jahrhundert, eine einfache, barocke Kanzel sowie eine frühere Sakramentsnische.

## Nutzung
Die Kirche wird von der evangelischen Gemeinde genutzt und ist Teil des Pfarrsprengels Heiligengrabe im Kirchenkreis Prignitz (EKBO).

## Galerie

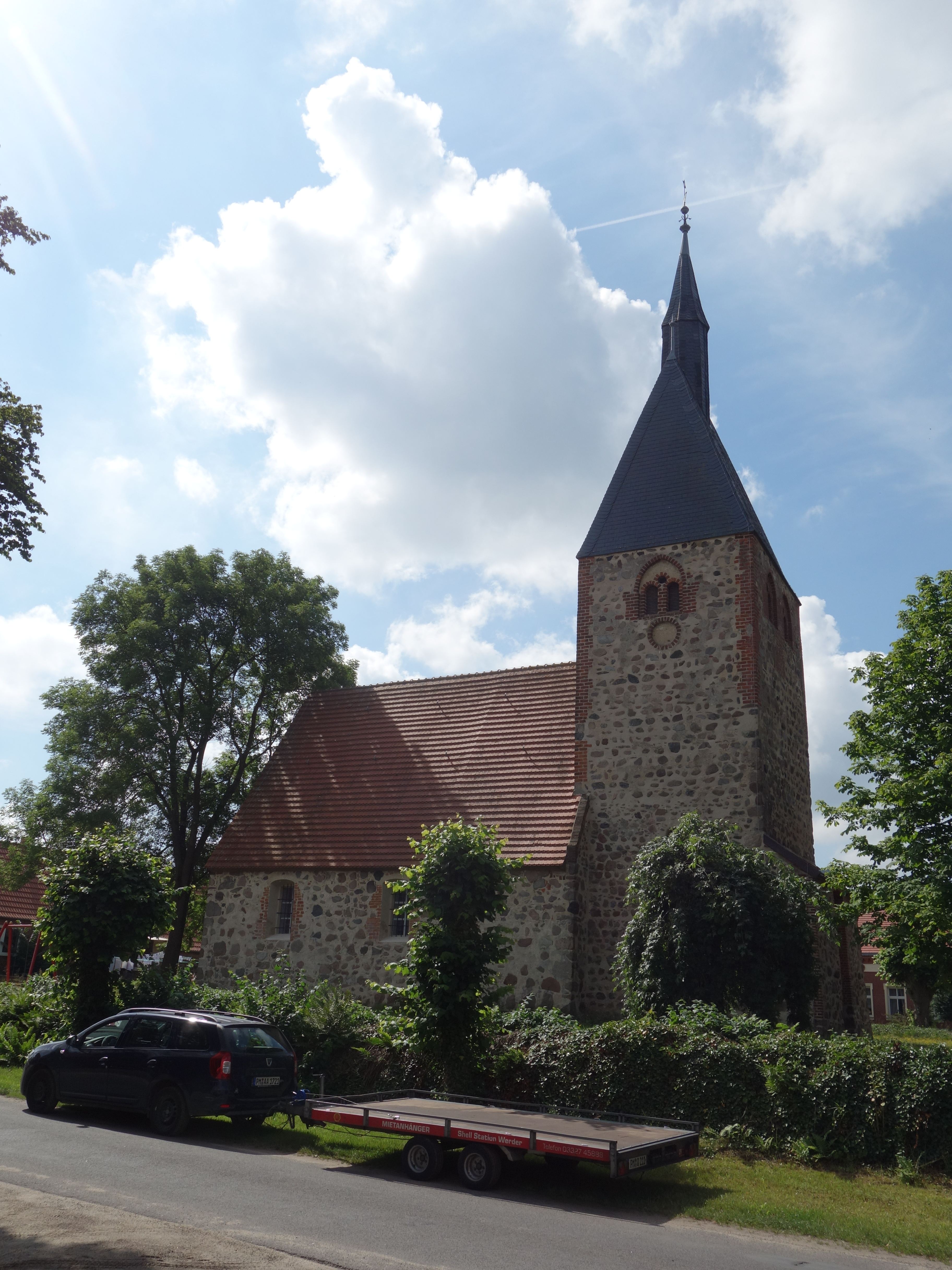
Blick von Nord-Nord-West (2020)
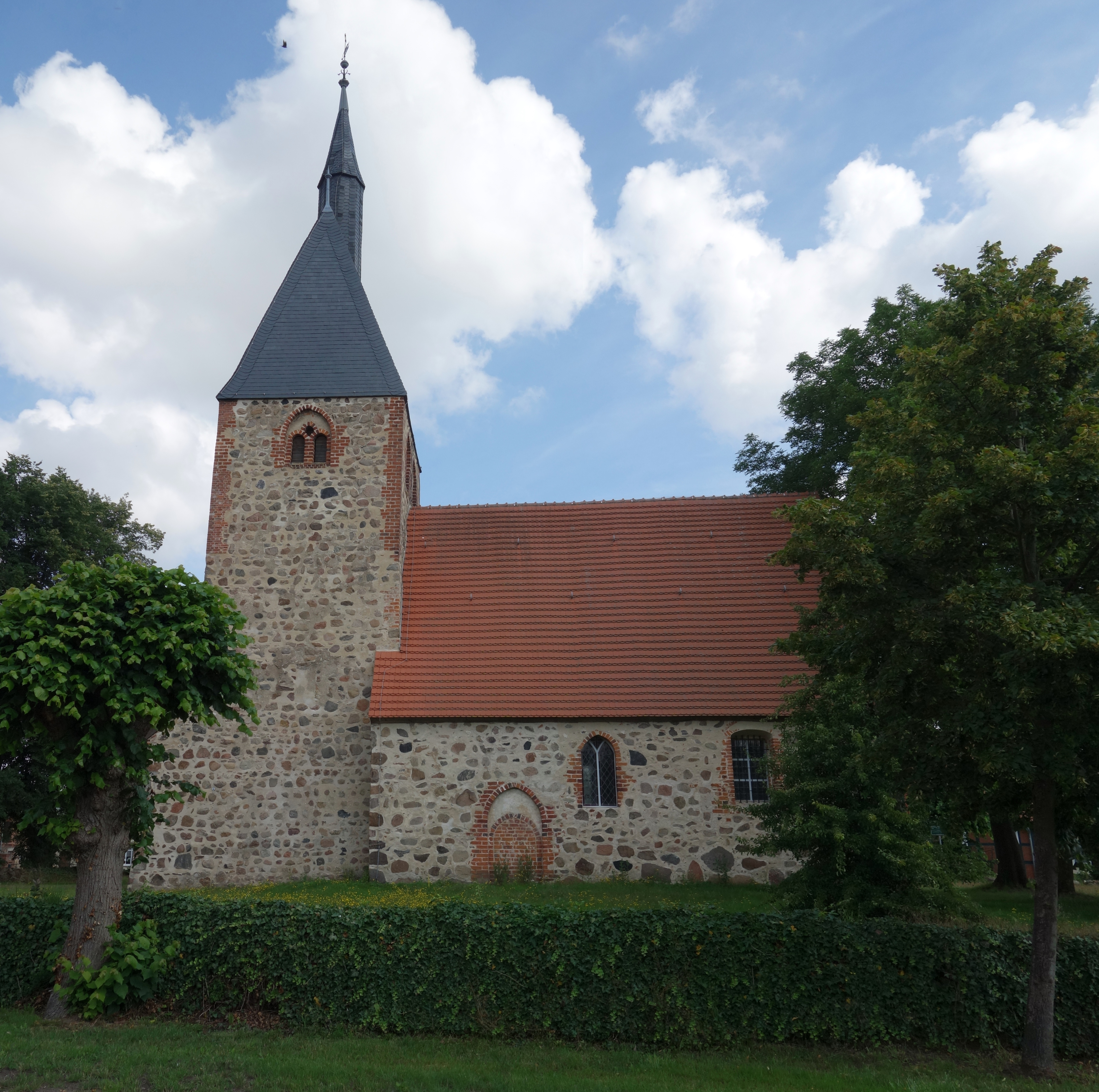
Blick von Süden (2020)
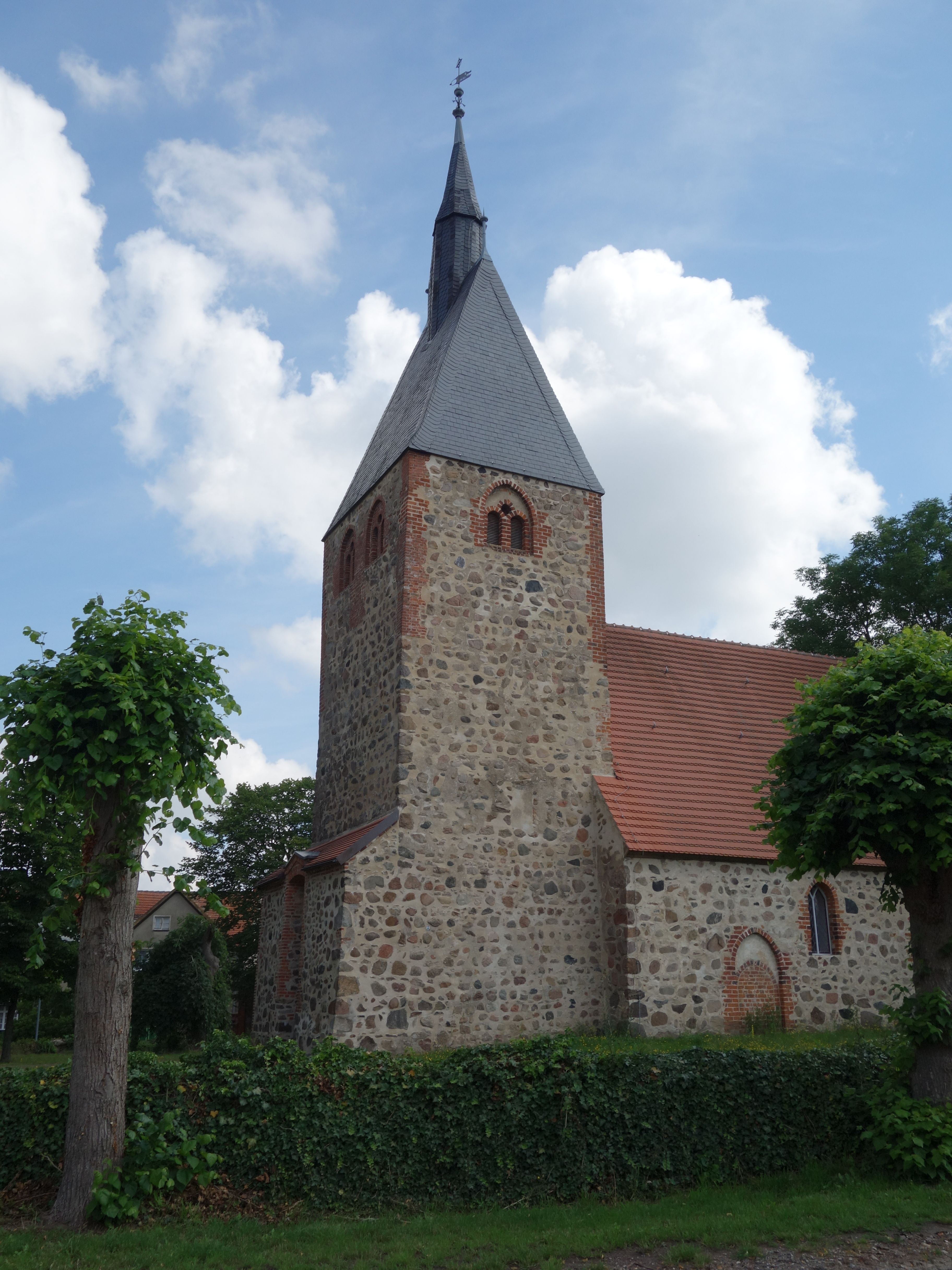
Turm (2020)
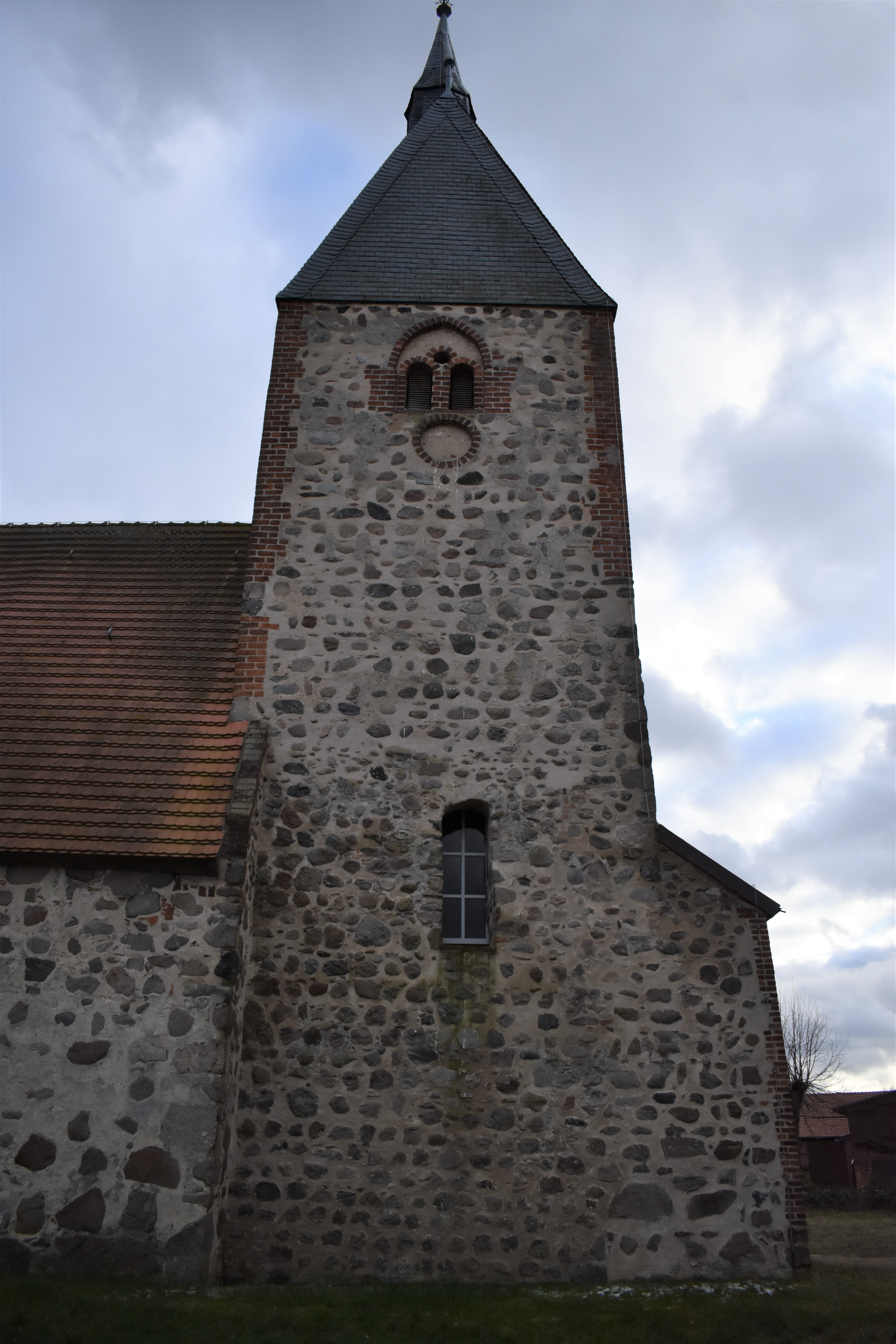
Turm Nordseite mit ehemaligem Zugang (2023)
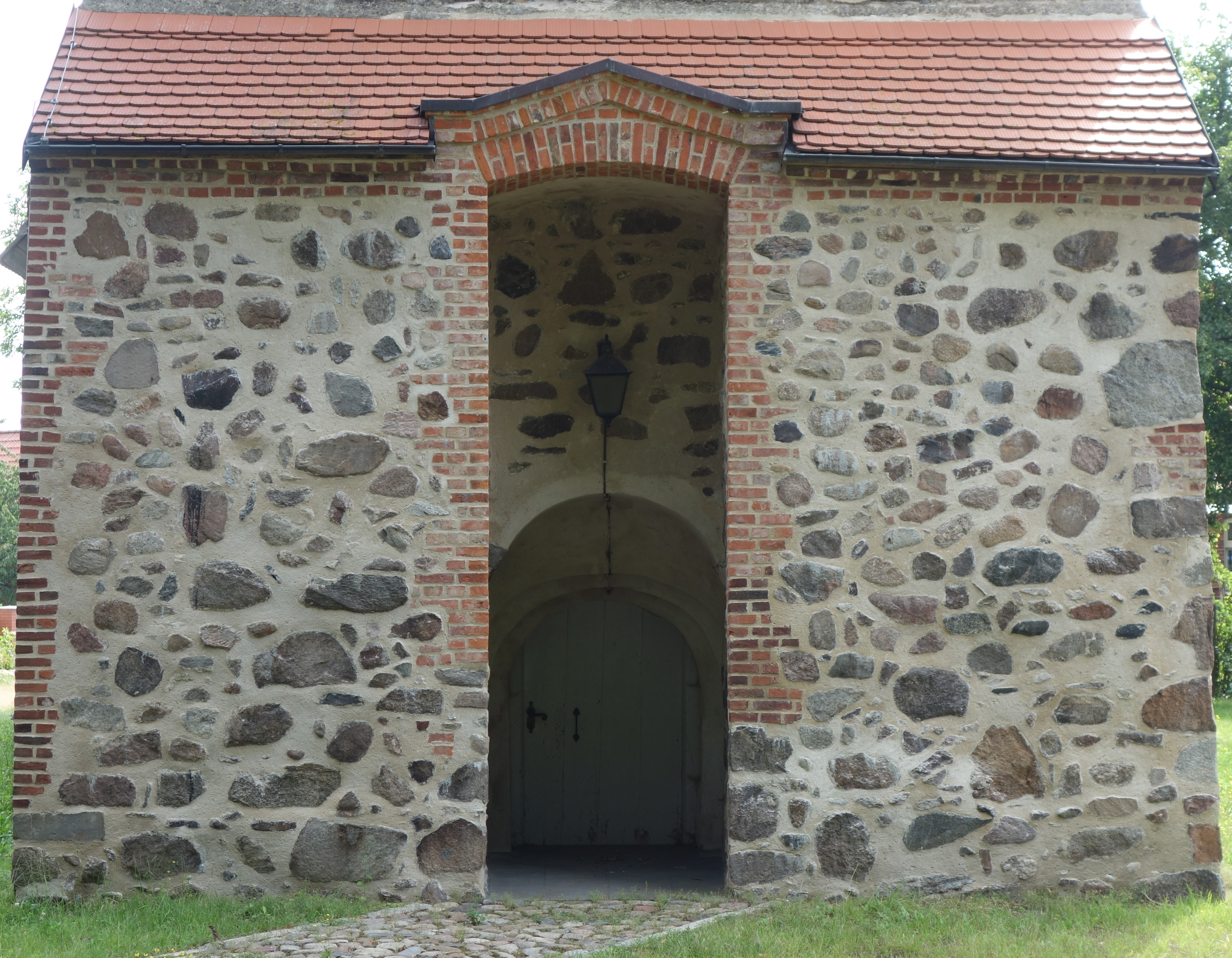
Westportal (2020)
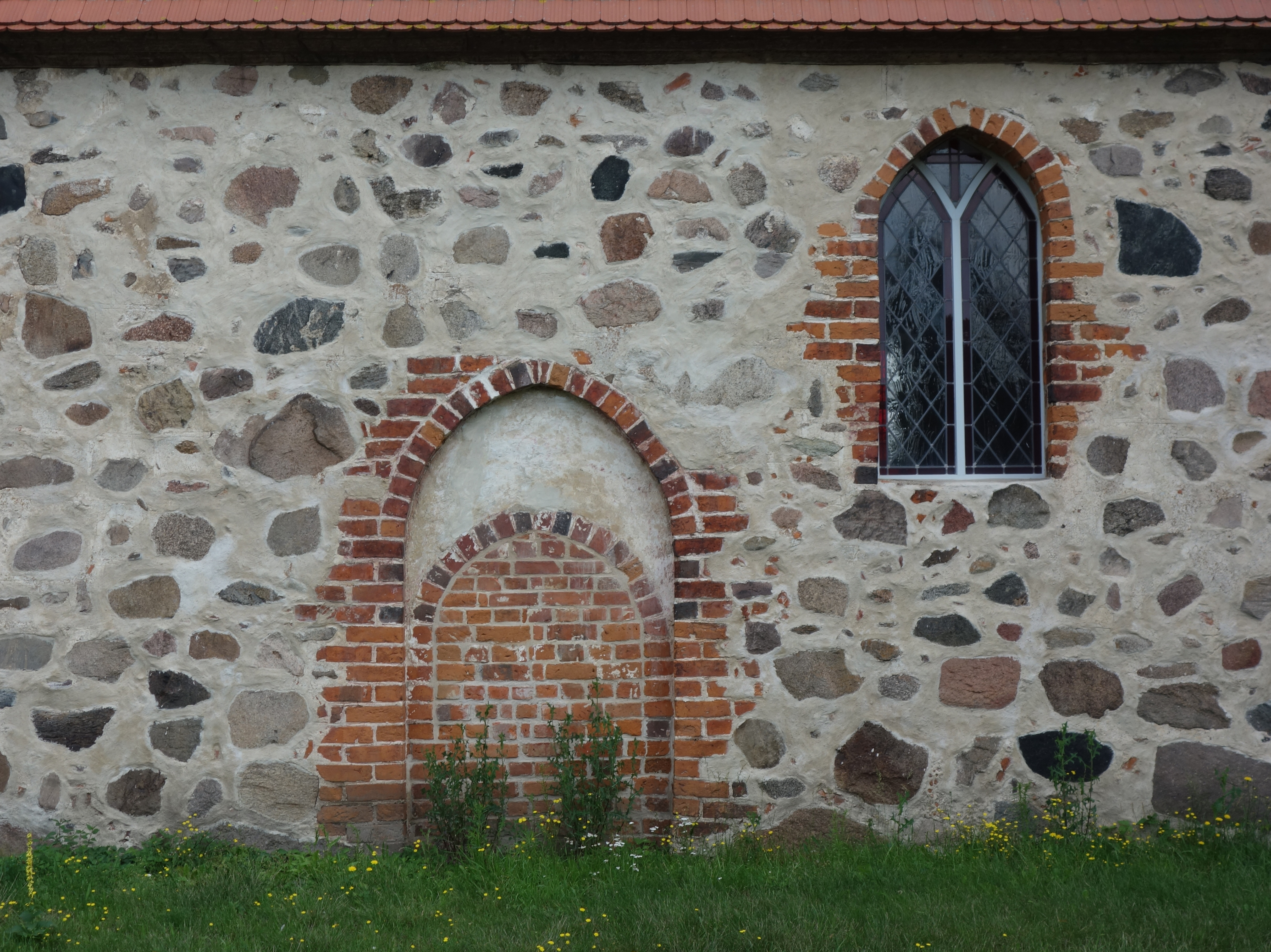
Vermauertes Südportal (2020)
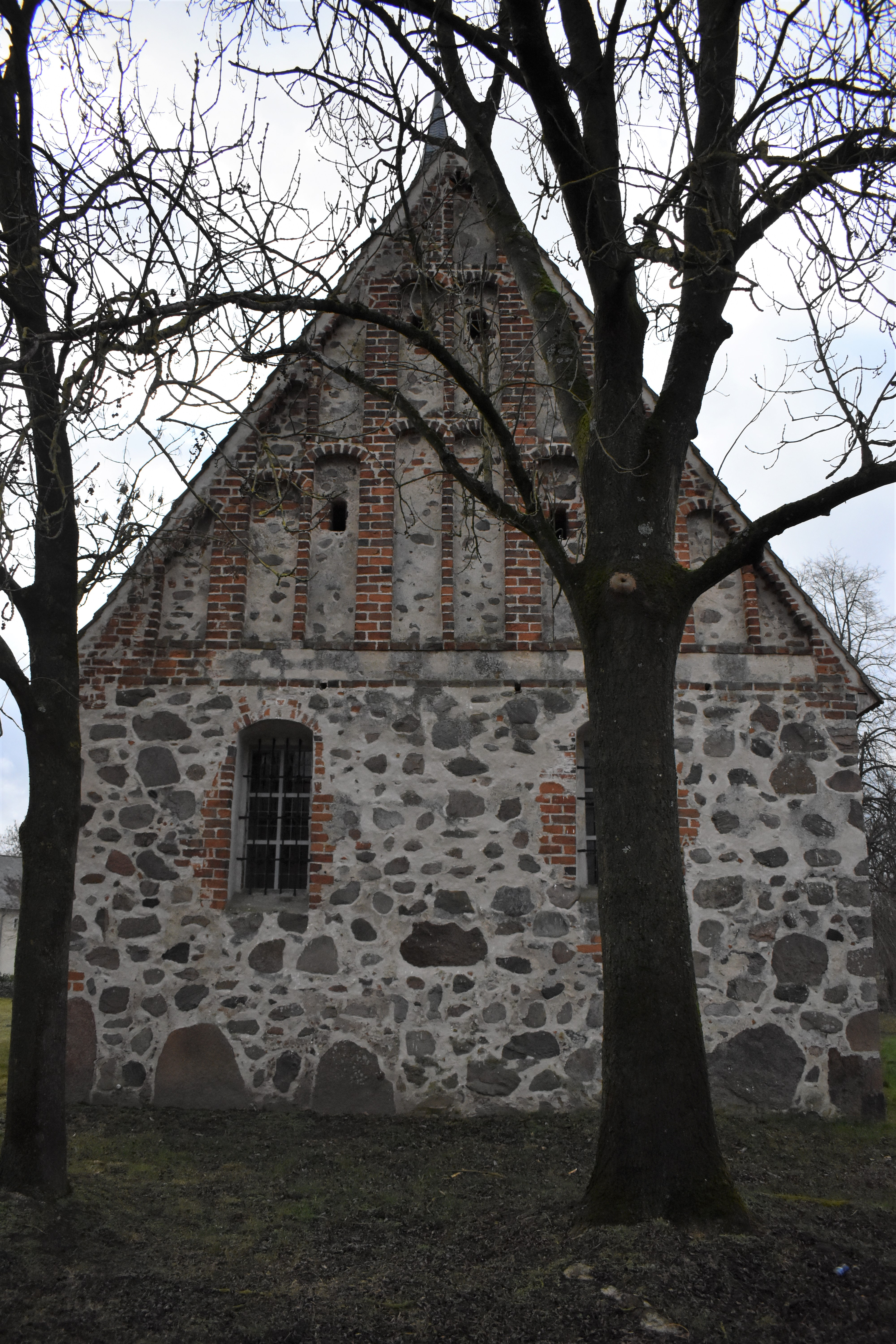
Ostfassade mit verziertem Giebel (2023)